# هیلمن ۱۴
هیلمن ۱۴ (Hillman ۱۴) خودرویی است که در سال‌های ۱۹۲۵–۱۹۳۰ تولید شده‌است. طول آن در حالت طبیعی ۱۶۲ اینچ (۴٬۱۰۰ میلیمتر) و عرض آن در حالت طبیعی ۶۴ اینچ (۱٬۶۰۰ میلیمتر) است.
موتور آن ۱۹۵۴ سی‌سی است.